# Teruki Origuchi
Teruki Origuchi (japanisch 折口 輝樹 Origuchi Teruki; * 21. Mai 2001 in der Präfektur Aichi) ist ein japanischer Fußballspieler.

## Karriere
Origuchi erlernte das Fußballspielen in der Jugendmannschaft von Cerezo Osaka. Die U23-Mannschaft des Vereins spielte in der dritten Liga, der J3 League. Bereits als Jugendspieler absolvierte er ein Drittligaspiel.